# Morfolí
El morfolí és un derivat d'un àcid nucleic natural, amb la diferència que usa un anell de morfolina en lloc de sucre i conserva l'enllaç fosfodièster i la base nitrogenada dels àcids nucleics naturals.
Es fan servir en la recerca científica, generalment en la forma d'oligòmers de 25 nucleòtids. Es fan servir per a fer genètica inversa, ja que són capaços d'unir-se completament a pre-ARNm, amb la qual cosa s'evita el seu retallament i processament posterior. En farmàcia pot actuar contra bacteris i virus o per tractar malalties genètiques, ja que impedeix la traducció d'un determinat ARNm.